# Crouy-sur-Ourcq
Crouy-sur-Ourcq je francouzská obec v departementu Seine-et-Marne v regionu Île-de-France. V roce 2011 zde žilo 1 745 obyvatel.

## Sousední obce
Coulombs-en-Valois, May-en-Multien, Montigny-l'Allier (Aisne), Neufchelles (Oise), Ocquerre, Vendrest, Varinfroy (Oise),

## Vývoj počtu obyvatel
Počet obyvatel 